# David Bintley
David Bintley  (1957) es un coreógrafo británico.
Nació en Huddersfield. Estudió en la Escuela del Ballet Real. Fue bailarín del Ballet del Sadler's West. En 1986 se convirtió en coreógrafo del Ballet Real. Ha trabajado entre otros en los siguientes ballets: Hobson's choice, Hommage à la Reine, The Snow queen, Still life at the Penguin Café y Sylvia. En 1995 fue nombrado director artístico del Ballet Real de Birmingham.